# 恋愛小説2 -若葉のころ
『恋愛小説2 -若葉のころ』（れんあいしょうせつ2 わかばのころ）は、原田知世4枚目のカバー・アルバム。2016年5月11日にUniversal Musicのジャズレーベル ″VERVE″ より発売された。同年9月7日にはアナログ盤がリリースされた。規格品番は、初回限定盤:UCCJ-9211、通常盤:UCCJ-2137、LPレコード:UCJJ-9006。

## 概要
帯コピー：背伸びして歌っていた、あのころの私に。
洋楽のカバーを集めた前作『恋愛小説』を聴いたファンからのリクエストに応える形での全編邦楽曲のカバーアルバム。前作に引き続き、今作のプロデュースと楽曲のアレンジもギタリスト・作曲家の伊藤ゴローが担当している。「原田知世の少女時代」をテーマに、かつて原田が1970〜80年代にかけてテレビの歌番組を見ながら歌っていたヒットソングからの楽曲がセレクトされた。
原田が歌手デビューして間もない頃から楽曲を提供してきた松任谷由実(荒井由実)や大貫妙子のカバー、キャンディーズ、山口百恵、松田聖子といったアイドルの楽曲のカバーなどが収録されている。
初回限定盤のみCD+DVDの2枚組となっており、CDには原田が主演しTBS系列で放送されたドラマ『三つの月』(2015年) の劇中歌で小沢健二のカバー「いちょう並木のセレナーデ」が追加収録されているほか、DVDには収録曲「September」と前作『恋愛小説』収録曲「夢の人」のミュージック・ビデオが収められている。
オリコン・アルバムチャートで週間4位を記録。TOP10入りは1997年9月に発売されたベスト・アルバム『Flowers』以来のこととなった。
2016年9月7日には完全限定盤LPレコードと、収録曲から「September」(single edit)、「いちょう並木のセレナーデ」の2曲をリカットした7インチ・シングルレコードが同時発売された。
ドラマ『三つの月』の脚本を手掛けた北川悦吏子は、「私が男だったら、原田知世に恋をして、そして、やさしくフられて泣くだろう。 ずるいなあ、知世さん。可愛く優しく美しく。そして、ひやりと冷たい・・・。」とコメントを寄せている。

## 収録曲

### 初回限定盤
全編曲: 伊藤ゴロー
1. September [4:55]
作詞: 松本隆 / 作曲・編曲: 林哲司
  - 原曲は1979年8月21日にリリースされた竹内まりや3枚目のシングルA面曲。
2. やさしさに包まれたなら [4:02]
作詞・作曲: 荒井由実
  - 原曲は1974年4月20日にリリースされた荒井由実(現・松任谷由実)3枚目のシングルA面曲。
3. 秘密の花園 [4:16]
作詞: 松本隆 / 作曲: 呉田軽穂
  - 原曲は1983年2月3日にリリースされた松田聖子12枚目のシングルA面曲。
4. 木綿のハンカチーフ [4:41]
作詞: 松本隆 / 作曲: 筒美京平
  - 原曲は1975年12月21日にリリースされた太田裕美3枚目のシングルA面曲。
5. キャンディ [3:49]
作詞・作曲: 原田真二
  - 原曲は1977年11月25日にリリースされた原田真二2枚目のシングルA面曲。
6. 年下の男の子 [4:21]
作詞: 千家和也 / 作曲: 穂口雄右
  - 原曲は1975年2月21日にリリースされたキャンディーズ 5枚目のシングルA面曲。
7. 異邦人 [3:49]
作詞・作曲: 久保田早紀
  - 原曲は1979年10月1日にリリースされた久保田早紀1枚目のシングルA面曲。
8. 夏に恋する女たち [4:42]
作詞・作曲: 大貫妙子
  - 原曲は1983年8月5日にリリースされた大貫妙子10枚目のシングルA面曲。
9. 夢先案内人 [5:15]
作詞: 阿木燿子 / 作曲: 宇崎竜童
  - 原曲は1977年4月1日にリリースされた山口百恵17枚目のシングルA面曲。
10. SWEET MEMORIES [4:33]
作詞: 松本隆 / 作曲: 大村雅朗
  - 原曲は1983年8月1日にリリースされた松田聖子14枚目のシングルB面曲。
11. いちょう並木のセレナーデ [3:48]
作詞・作曲: 小沢健二
  - 原曲は1994年8月31日にリリースされた小沢健二のアルバム『LIFE』収録曲。

#### DVD
1. September [4:53] ＜Music video＞
2. I've Just Seen a Face (夢の人) [3:10] ＜Music video＞
作詞・作曲: John Lennon & Paul McCartney
  - 原曲は1965年にリリースされたThe Beatlesの楽曲。

### 通常盤
1. September
2. やさしさに包まれたなら
3. 秘密の花園
4. 木綿のハンカチーフ
5. キャンディ
6. 年下の男の子
7. 異邦人
8. 夏に恋する女たち
9. 夢先案内人
10. SWEET MEMORIES

### LP
Side-A
1. September
2. やさしさに包まれたなら
3. 秘密の花園
4. 木綿のハンカチーフ
5. キャンディ

Side-B
1. 年下の男の子
2. 異邦人
3. 夏に恋する女たち
4. 夢先案内人
5. SWEET MEMORIES

## 恋愛小説2 〜若葉のころ［e.p.］
「恋愛小説2 〜若葉のころ［e.p.］」(れんあいしょうせつ2 わかばのころ イー・ピー) は、2016年9月7日に発売された原田知世の7インチ・シングルレコード。規格品番はUCKJ-9001。

### 概要
カバー・アルバム『恋愛小説2 -若葉のころ』からのシングルカット。A面に竹内まりやのカバー「September」、B面には原田主演のTBS系ドラマ『三つの月』の劇中で歌われ、初回限定盤にのみ収録された小沢健二のカバー「いちょう並木のセレナーデ」を配している。「September」はアルバムと異なるバージョン ”シングル・エディット” となっている。

### 収録曲

#### Side A
1. September (single edit)
作詞: 松本隆 / 作曲: 林哲司 / 編曲: 伊藤ゴロー

#### Side B
1. いちょう並木のセレナーデ
作詞・作曲: 小沢健二 / 編曲: 伊藤ゴロー

## 参加ミュージシャン
| September - 伊藤ゴロー：acoustic & electric guitars - 坪口昌恭：keyboards - 鳥越啓介：electric bass - みどりん：drums - 織田祐亮：trumpet, flugelhorn, valve trombone - 藤田淳之介：tenor saxophone - 伊藤葉子：glockenspiel, shaker - 伊藤彩 ストリングカルテット 伊藤 彩：1st violin 柳原有弥：2nd violin 三木章子：viola 結城貴弘：cello やさしさに包まれたなら - 伊藤ゴロー：classical guitar, ukulele - 澤渡英一：acoustic piano - 鳥越啓介：acoustic bass - みどりん：drums - 小川慶太：percussion - 伊藤葉子：glockenspiel 秘密の花園 - 伊藤ゴロー：electric guitar, percussion - 澤渡英一：acoustic piano - 鳥越啓介：electric bass - みどりん：drums - 織田祐亮：flugelhorn, trumpet - 藤田淳之介：tenor saxophone - 伊藤 彩：violin - 結城貴弘：cello - 伊藤葉子：glockenspiel 木綿のハンカチーフ - 伊藤ゴロー：classical guitar - 澤渡英一：acoustic piano - 鳥越啓介：acoustic bass - みどりん：drums - 藤田淳之介：soprano saxophone キャンディ - 伊藤ゴロー：acoustic guitars - 澤渡英一：acoustic piano - 坪口昌恭：keyboards - 鳥越啓介：electric bass - みどりん：drums - 織田祐亮：trumpet - 藤田淳之介：tenor saxophone - 伊藤 彩ストリングカルテット 伊藤 彩：1st violin 柳原有弥：2nd violin 三木章子：viola 結城貴弘：cello | 年下の男の子 - 伊藤ゴロー：electric guitar, percussion - 坪口昌恭：keyboards - 鳥越啓介：electric bass - みどりん：drums - 織田祐亮：trumpet - 藤田淳之介：baritone saxophone 異邦人 - 伊藤ゴロー：classical guitar - 鳥越啓介：acoustic bass - みどりん：drums - 小川慶太：percussion - 藤田淳之介：soprano saxophone 夏に恋する女たち - 澤渡英一：acoustic piano - 伊藤彩 ストリングカルテット 伊藤 彩：1st violin 柳原有弥：2nd violin 三木章子：viola 結城貴弘：cello 夢先案内人 - 伊藤ゴロー：classical guitar - 坪口昌恭：acoustic piano - 鳥越啓介：acoustic bass - みどりん：drums SWEET MEMORIES - 伊藤ゴロー：acoustic & electric guitars - 吉野友加：grand harp - 鳥越啓介：electric bass - みどりん：drums - 藤田淳之介：soprano saxophone - 伊藤彩：violin - 伊藤葉子：glockenspiel いちょう並木のセレナーデ - 伊藤ゴロー：classical guitar |